# Adam Beach
Adam Ruebin Beach (Ashern (Manitoba), 11 november 1972) is een Canadees acteur van Saulteaux afkomst, een groep binnen de Ojibweg. Hij werd in 2008 genomineerd voor een Golden Globe voor zijn rol als Charles Eastman in de televisiefilm Bury My Heart at Wounded Knee. Dit nadat hij in 2006 werd genomineerd voor onder meer een Satellite Award voor het spelen van Ira Hayes in de bioscooptitel Flags of Our Fathers.

## Filmografie
*Exclusief tien televisiefilms
| - Cowboys & Aliens (2011) - Turok: Son of Stone (2008) - Older Than America (2008) - Flags of Our Fathers (2006) - Bottoms Up (2006) - Four Brothers (2005) - Sawtooth (2004) - The Big Empty (2003) - Now & Forever (2002) - Windtalkers (2002) - Posers (2002) - The Art of Woo (2001) | - Joe Dirt (2001) - The Last Stop (2000) - Little Boy Blues (1999) - Mystery, Alaska (1999) - Smoke Signals (1998) - Song of Hiawatha (1997) - Coyote Summer (1996) - A Boy Called Hate (1995) - Squanto: A Warrior's Tale (1994) - Dance Me Outside (1994) - Cadillac Girls (1993) |

## Televisieseries
Exclusief televisieseries
- Law & Order: Special Victims Unit - Detective Chester Lake (2007-2008, 21 afleveringen)
- Comanche Moon - Blue Duck (2008, drie afleveringen)
- Moose TV - George Keeshig (2007, acht afleveringen)
- Third Watch - Christian (2003-2004, twee afleveringen)
- Madison - Kyle (1997, drie afleveringen)
- North of 60 - Nevada (1993-1995, vier afleveringen)

- Biblioteca Nacional de España: XX1442722
- Bibliothèque nationale de France: cb14153911s (data)
- Gemeinsame Normdatei: 1019512792
- International Standard Name Identifier: 0000 0001 1469 366X
- Library of Congress Control Number: nr99017305
- Nationale Bibliotheek van Tsjechië: xx0096521
- Nationale Bibliotheek van Israël: 987007429621405171
- Nationale Bibliotheek van Polen: a0000001762230
- Nederlandse Thesaurus van Auteursnamen: 143436538
- Système universitaire de documentation: 07955542X
- Virtual International Authority File: 24810317
- WorldCat: E39PBJdGRygppVRj37Xhtybw4q